# Léon Damas
Léon-Gontran Damas, francoski pesnik, kulturni teoretik, aktivist, politik in diplomat, * 28. marec 1912, † 22. januar 1978. 
Bil je eden od ustanoviteljev gibanja Négritude. Ustvarjal je tudi pod psevonimom Lionel Georges André. 

## Življenje

### Otroštvo
Léon Damas se je rodil v 28. marca 1912 v Cayennu, Francoski Gvajani, kot najmlajši od petih otrok očetu Ernestu Damasu, mulatu evropskega in afriškega porekla, in Marie Aline Damas, ki je imela indijanske in afriške korenine. Njegova mati je umrla že leta 1913. Po njeni smrt je oče Léona in njegove sorojence poslal v oskrbo očetovi sestri, Gabrielli Damas. Leon je osnovno šolo opravil v Cayennu, leta 1924 pa je bil poslan na Martinique, kjer je obiskoval srednjo šolo Lycée Victor Schoelcher. Tam je spoznal svojega življenjskega prijatelja in sodelavca – Aiméja Césaira. 

### Študij v Parizu in revija L'Étudiant Noir
Leta 1929 se je preselil v Pariz, kjer je nadaljeval študij. Medtem ko je pod vodstvom staršev študiral pravo, se je zgodaj začel zanimati za humanistične in družboslovne vede. Pod vplivom protikolonialnega pamfleta Légitime Défense, nadrealista Andreja Bretona, del pesnikov harlemske renesanse, kot sta Claude McKay in Langston Hughes, ter rastoče skupnosti ameriških črnskih izseljenskih pisateljev in umetnikov v njegovem mestu se je Damas začel uveljavljati kot 'poète Nègre'. Tam se je ponovno srečal s Césairom in spoznal tudi Leopolda Senghorja, študenta iz Senegala, s katerima so si delili ideje o antikolonistični literaturi. Leta 1935 so trije takrat še mladeniči objavili prvo številko literarne revije L'Étudiant Noir (Črni študent), ki je bila podlaga za gibanje Négritude, literarno in ideološko gibanje francosko govorečih črnskih intelektualcev, ki je zavračalo politično, družbeno in moralno prevlado zahoda. 

### Odraslo obdobje
Leta 1937 je Damas objavil svojo prvo pesniško zbirko Pigmenti. Zbirka odraža Damasov edinstventi literarni slog, ki uporablja francoski kolonialni jezik za preseganje meja verza, metra in metafore. Zbirka se dotika rasizma, širših vprašanj zahodne kolonialne kulture in drugih tematik. V zbirki Pigmenti je raziskoval internalizirani rasizem in zatiranje, ki sta se pojavljala v diaspori, s čimer je delno tlakoval pot "kolonizirani osebnosti" Frantza Fanona, ki jo je raziskoval v svojem temeljnem delu The Wretched of the Earth. Čeprav je francoska vlada Pigmente leta 1939 prepovedala kot "grožnjo varnosti države", so jih pred odstranitvijo prevedli in razširili po več državah in celinah. Med drugo svetovno vojno se je prijavil v francosko vojsko, pozneje pa je bil izvoljen v francosko nacionalno skupščino (1948-51) kot poslanec iz Francoske Gvajane. V naslednjih letih je Damas veliko potoval in predaval po Afriki, ZDA, Latinski Ameriki in Karibih. Bil je tudi odgovorni urednik Présence Africaine, ene najbolj uglednih revij za črnske študije, ter višji svetovalec in Unescov delegat Društva za afriško kulturo. 

### Življenje v Washingtonu in smrt
Leta 1970 sta se Damas in njegova žena Marietta, rojena v Braziliji, preselila v Washington, kjer sta se poleti zaposlila kot učitelja na univerzi Georgetown. V poznih letih svojega življenja je poučeval na Univerzi Howard v Washingtonu in bil vršilec dolžnosti direktorja šolskega programa afriških študij. Umrl je 22. januarja 1978 v Washingtonu. Pokopan je v Francoski Gvajani. Čeprav je bil politični vidik njegove poezije v poznejših letih dvajsetega stoletja manj privlačen, je Damasov ugled rasel. Njegove pesmi, ki so eksperimentirale s tipografijo in zvenom besed, so bile za svoj čas presenetljivo moderne in zdelo se je, da napovedujejo črnsko poezijo, tako angleško kot francosko, veliko poznejšega obdobja.

## Dela

### Knjige
- Herdeck, Donald Elmer, Maurice Alcibiade Lubin in Margaret Herdeck., Caribbean Writers: A Bio-Bibliographical-Critical Encyclopedia, Three Continents Press, 1979.
- Tucker, Martin, Literary Exile in the Twentieth Century, Greenwood, 1991.
- Riddleberger, Patrick Wiliams. Léon-Gontran Damas, 1912-1978: founder of Negritude, A Memorial Casebook, University Press of America, 1979.
- Wordworks, Manitou, Modern Black Writers, St. James, 2000.
- Warner, Keith Q., Critical Perspectives on Léon-Gontran Damas, Three Continents Press, 1988.

### Poezija
- Pigmenti. Pariz: Guy Lévis Mano (1937). Pariz: "V času, ko se je v Parizu odvijal film, je bil v Sloveniji na voljo le en roman, napisan v okviru projekta "Varuh": Présence Africaine (1962).

- Poèmes nègres sur des airs Africains. Pariz: Guy Lévis Mano (1948).
- Névralgies. Pariz: Présence Africaine (1966).
- Grafiti. Pariz: Seghers (1952).
- Črna nalepka. Pariz: Gallimard (1956).
- La Poésie de Léon G. Damas.
- Mine de Rien. Zbirka 36 pesmi. Washington, DC (1977), povzeto po: Christian Filostrat, Negritude Agonistes, Africana Homestead Legacy Publishers, 2008, ISBN 978-0-9818939-2-1.

### Eseji
- Retour de Guyane. Pariz: José Corti (1938).
- Poèmes Nègres sur des airs africains. Pariz: G.L.M. Éditeurs (1948).
- Poètes d'expression française. Pariz: Seuil (1947).

### Zgodbe
- Veillées noires, Contes Nègres de Guyane. Pariz: Stock, 1943. Montréal: Leméac (1972).

### Posnetki
- Poésie de la Negritude: (Folkways Records, 1967): Léon Damas bere izbrane pesmi iz zbirk Pigments, Graffiti, Black Label in Nevralgies (Folkways Records, 1967)